# Renee Anderson
Renee Anderson (* 22. August 1953 in Los Angeles, Kalifornien) ist eine ehemalige US-amerikanische Schauspielerin.

## Leben
In Deutschland kennt man sie aus der US-Seifenoper General Hospital, wo sie von 1980 bis 1981 mitwirkte. 1983 hatte sie einen Gastauftritt in der US-Serie Hart aber herzlich. In den 1980er-Jahren zog Renee Anderson sich von der Schauspielerei zurück und arbeitet seitdem nur noch hinter der Kamera als leitende Assistentin beim Playboy.

## Preise und Auszeichnungen
Für ihre Rolle der Alexandria Quartermaine in General Hospital bekam sie 1981 den Soapy Award in der Kategorie „Most exciting new actress“ verliehen.